# Jeroni Felipe
Jeroni Felipe (València ca. 1575 - 1613) fou un músic compositor valencià, considerat l'introductor de la música barroca a València.
No es tenen moltes dades sobre la seva vida i la seva obra. Es formà a la catedral de València amb Ginés Pérez. Hi entrà el 1585, amb només deu anys i s'hi estigué fins a 1592, en què passà, com mestre de capella, a la Catedral de la Seu d'Urgell i el 1600 accedí al magisteri de la catedral de Lleida. El 1604 fou nomenat mestre de capella de la seu de València, càrrec que ocupà fins a la seva mort. Va succeir-lo Joan Baptista Comes, a qui degué influir en la seva obra. De fet, Felipe i Comes instauraren la praxis policoral a terres valencianes des de començament del segle xvii.
Se sap que principalment compongué música eclesiàstica; segons el Diccionario de la Música Valenciana (vol. I), seria autor d'un Miserere a setze veus. Malgrat això, només es conserva una obra de tot el seu repertori, el villancet Tras del fiel esposo.
Tot i que l'obra de Felipe sigui molt menys coneguda que la d'altres compositors valencians contemporanis seus, com ara Ginés Pérez —el seu mestre— i Ambrosio Cotes i fins i tot menys que la de Comes, Felipe va exercir una gran influència en el desenvolupament de la música barroca valenciana. No s'entén el pas a la música barroca sense tenir en compte l'obra d'aquest compositor, que avui dia està inclòs en el currículum de les assignatures optatives comunes per a totes les modalitats de Batxillerat a València.